# Побивание камнями шайтана
Побива́ние камня́ми шайта́на (араб. رمي الجمرات‎‎) — (араб. جمرات‎ джамарат (мн. ч.); в ед. ч. — джа́мра) часть ритуала ежегодного паломничества в священный город мусульман Мекка (Саудовская Аравия). Мусульманские паломники бросают камешки в три стены (до 2004 года столбы), которые называются джамарат. Стены находятся в долине Мина к востоку от Мекки.

## Порядок совершения ритуала
Побивание камнями — это один из обязательных ритуальных актов, которые должны быть выполнены во время хаджа. Ритуал представляет собой символическую реконструкцию события из жизни пророка Ибрахима (Авраама), который бросал камни в шайтана, искушавшего ослушаться Бога и сохранить сына Исмаила (Измаила).
Во время праздника Курбан-байрам (10-й день месяца зуль-хиджа) паломники должны бросить семь камней в один большой джамрат. После побития камнями каждый паломник должен отрезать или сбрить волосы. В следующие два дня они должны поразить семью камушками каждую из трёх стен. Таким образом, каждый паломник должен бросить не менее 21 камешков. Если паломники остаются в Мине ещё на один день, то они должны снова бросить камни в каждую стену семь раз. Камни, используемые для побивания, традиционно собираются либо в Мине, либо в Муздалифе, на равнине к юго-востоку от Мины, в ночь перед первым метанием.

## Замена джамаратов
До 2004 года джамараты были построены в виде высоких столбов. После хаджа 2004 года, власти Саудовской Аравии в целях безопасности заменили столбы на стены. Чтобы облегчить доступ к джамаратам, вокруг них был построен одноярусной пешеходный мост, который называется Мост Джамарат.
Джамараты имеют следующие названия (начиная с востока):
- Первый джамрат (аль-джамра аль-уля), или Малый джамрат (араб. الجمرة الصغرى‎);
- Средний джамрат (араб. الجمرة الوسطى‎);
- Большой джамрат (араб. الجمرة الكبرى‎), или Джамрат Акабы (араб. جمرة العقبة‎).

До 2004 года, расстояние между малым и средним джамратом было 150 метров, а между средним и большим — 225 метров.

## Инциденты
Ритуал побивания камнями шайтана считается наиболее опасной частью паломничества, так как в движущейся толпе паломники могут задохнуться или быть затоптанными. Для безопасности паломников, джамраты в виде столбов были заменены на стены, что облегчило и ускорило забивание камнями. Из-за увеличивающегося с каждым годом числа паломников, Мост Джамарата также был расширен.
В 2006 году в давке возле джамрата погибло около 346 паломников и ранено около 289 человек. В сентябре 2015 года в результате давки погибло более 2,4 тыс. паломников.
Власти Саудовской Аравии тратят большие средства на обеспечение мер безопасности паломников, связанных с ритуалом побивания шайтана.